# ᵞ
Cette page contient des caractères spéciaux ou non latins. S’ils s’affichent mal (▯, ?, etc.), consultez la page d’aide Unicode.
ᵞ, appelée gamma en exposant, gamma supérieur ou lettre modificative grecque gamma, est un symbole de l’alphabet phonétique ouralique, notamment dans les travaux de Lagercrantz, Karjalainen ou Rédei Károly (de). Il est formé de la lettre grecque gamma mise en exposant et n’est pas à confondre avec la lettre modificative latine gamma ‹ ˠ ›.

## Représentations informatiques
La lettre modificative grecque gamma peut être représenté avec les caractères Unicode suivants (extensions phonétiques) :
| formes       | représentations | chaînes de caractères | points de code | descriptions                                | note                            |
| ------------ | --------------- | --------------------- | -------------- | ------------------------------------------- | ------------------------------- |
| modificative | ᵞ               | ᵞ                     | U+1D5E         | lettre modificative minuscule grecque gamma | codé pour le symbole phonétique |

## Sources
- (en) Finlande, Irlande, Norvège ISO/IEC JTC1/SC2/WG2, Uralic Phonetic Alphabet characters for the UCS, 20 mars 2002 (lire en ligne)
- (de) K. F. Karjalainen et Y. H. Toivonen, Ostjakisches Wörterbuch, Helsinki, Suomalais-ugrilainen seura, coll. « Lexica Societatis Fenno-ugricae » (no 10), 1948
- (de) Eliel Lagercrantz, Lappischer Wortschatz, vol. 1 et 2, Helsinki, Suomalaisugrilainen seura, coll. « Lexica Societatis Fenno-ugricae » (no 6), 1939
- (de) Rédei Károly, Zu den indogermanische-uralischen Sprachkontakten, Vienne, Verlag der Österreichischen Akademieder Wissenschaften, 1986